# Simple Mobile
Simple Mobile (Сімпл Мобайл) — оператор передплаченого мобільного зв'язку, дочірнє підприємство мексиканського телекомунікаційного холдингу America Móvil. SIMPLE Mobile має більш ніж 2.5 мільйони активацій з моменту заснування в листопаді 2009 року. Компанія надає послуги бездротового зв'язку, відправлення текстових повідомленнь та передачі даних в Сполучених Штатах Америки як віртуальний оператор зв'язку, базуючись на обладнанні компанії T-Mobile US.

## Історія компанії
SIMPLE Mobile була створена як реселлер послуг компанії T-Mobile в листопаді 2009 року. Початкові тарифні плани були передплаченими, з помісячною оплатою послуг, що включали в себе необмежені дзвінки, повідомлення та обмежену кількість мобільного інтернету. В червні 2010 року, компанія почала рекламувати тарифні плани з необмеженим обсягом мобільного інтернету. 16 лютого 2011, SIMPLE Mobile активувала мільйонного абонента.

### Поглинення холдингом América Móvil
10 травня 2012 року, мексиканський телекомунікаційний холдинг America Movil оголосив про те, що їхня дочірня компанія TracFone Wireless узгодила поглинення компанії Simple Mobile Inc.